# Erich Haag (Pädagoge)
Erich Haag (* 19. Januar 1901 in Kirchheim unter Teck; † 1. Oktober 1981 in Tübingen) war ein deutscher Gymnasiallehrer und Altphilologe.

## Leben und Wirken
Nach seiner schulischen Ausbildung in Maulbronn und Blaubeuren studierte Erich Haag Klassische Philologie und Geschichte an den Universitäten Berlin und
Tübingen. Seit dem Wintersemester 1919/20 war er Mitglied der Studentenverbindung AV Igel Tübingen. Im Jahr 1933 schloss er sein Studium mit einer Promotion über Platons Kratylos bei Theodor Haering ab. Nach dem Referendariat trat er eine Stelle als Lehrer am Uhland-Gymnasium Tübingen an. Nur durch die Einberufung zum Wehrdienst 1944 unterbrochen, arbeitete er dort
bis zu seiner Pensionierung. Von 1948 bis 1966 war er Schulleiter des Uhland-Gymnasiums und darüber hinaus von 1956 bis 1960 Vorsitzender des Deutschen Altphilologenverbands. Aus Anlass seiner Pensionierung wurde ihm 1966 das Bundesverdienstkreuz erster Klasse
verliehen.
Während seiner schulischen Laufbahn und auch danach trat Erich Haag stets als Verfechter der alten Sprachen auf, die seiner Meinung nach einen integralen Bestandteil der gymnasialen Bildung darstellten. In seiner 1962 für den Deutschen Altphilologenverband verfassten Schrift Das Latein im Aufbau der allgemeinen höheren Bildung und in seinem 1960 zusammen mit Eduard Spranger verfassten Buch Der Sinn des altsprachlichen Gymnasiums in der Gegenwart kommt diese Haltung deutlich zum Ausdruck. Dort bezeichnet er die altphilologische Bildung beispielsweise als „Segen in der technisch-industriellen Gesellschaft des 20. Jahrhunderts“.

## Schriften
- Platons Kratylos. Versuch einer Interpretation. Kohlhammer Verlag, Stuttgart 1933.
- Das Latein im Aufbau der allgemeinen höheren Bildung. Deutscher Altphilologenverband, Kaiserslautern 1962.
- mit Eduard Spranger: Der Sinn des altsprachlichen Gymnasiums in der Gegenwart. Wunderlich Verlag, Tübingen 1960. (DNB 454800592)